# Бернар V д’Арманьяк
Берна́р V (? — 1245/1246) — граф д’Арманьяк и де Фезансак. Сын Жеро V, графа д’Арманьяка и де Фезансака.
Некоторые, более древние исследователи, в том числе и знаменитый отец Ансельм, считают, что он, как и его братья, были сыновьями Бернара IV, графа д’Арманьяка.
Он отказался возобновлять клятву верности де Монфорам и, следовательно, Франции, их преемнику.
В 1242 году он вошел в лигу, образованную против Людовика Святого по подстрекательству короля Англии Генриха III: имеется письмо последнего, датированное 22 августа 1243 года и направленное из Бордо Бернару V. В 1245 году он сражался против короля Франции под Тайбуром; коалиция потерпела поражение, но Людовик Святой не стал злоупотреблять своей победой.
Считается, что он не имел детей от своей жены, Аньес (или Анны-Санчи) (1186 — ок. 1242), дочери Альфонса II, короля Арагона, графа Барселоны, и Санчи Молодой Кастильской, но в генеалогии графов де Перигор говорится о Гайарде (ок. 1219 — ??), дочери Бернара V, графа д’Арманьяка, с 1240 года жене Эли, графа де Перигора, и матери Аршамбо III.
После его смерти графства Арманьяк и Фезансак по наследстве перешли к его сестре Маскарозе, жене Арно III Одона († 1256), виконта де Ломаня.